# Jean Camp
Jean Camp, né le 6 février 1891 à Salles d’Aude et mort le 22 janvier 1968 dans le 6e arrondissement de Paris , est un auteur dramatique, poète, félibre, conférencier,.
Il est membre correspondant de l'Institut (Inscriptions et Belles lettres), fondateur des Décades de Provence.
Il écrit en 1943 La littérature espagnole des origines à nos jours, parue aux Presses universitaires de France dans la collection Que sais-je ?, numéro 114.

## Œuvres
- 1925 : Zorriga, opéra en quatre actes, livret écrit avec Paul Verdert. Création au Théâtre des Arènes, Béziers, le 21 juin 1925, reprise en 1926.

## Distinctions et récompenses
- Officier de la Légion d'honneur (1952)[4],[5]
- Médaille de la Liberté (États-Unis d'Amérique)
- Médaille de la Résistance
- Commandeur d'Isabelle la Catholique (Espagne)
- Aigle Aztèque (Mexique)
- Condor des Andes (Bolivie)
- L'Académie française lui décerne le prix Lange en 1939 pour son ouvrage sur José María de Pereda publié en 1937[6] et le prix Caroline-Jouffroy-Renault en 1953 pour De mes treilles[7].

## Pour approfondir